# Річард Ролл де Хемпол
Річард Ролл де Гемпол (англ. Richard Rolle de Hampole, бл. 1300, Торнтон, Йоркшир — 1349, Гемпол, Південний Йоркшир) — англійський чернець, містик і аскет. Разом з  Юліаною Норвіцькою і невідомим автором трактату Хмара невідання належить до найбільших містиків англійського Середньовіччя. 

## Біографія
Ріс у Північному Йоркширі, поблизу Пікерінга. Навчався в Оксфорді. Наприкінці життя оселився в Гемполі, неподалік від жіночої цістерціанскій обителі, де у нього були учениці. 
Шанується англіканською церквою як святий 20 січня, а Єпископальною церквою США — 28 вересня разом з Уолтером Гілтоном і Марджері Кемп. 

## Праці
Автор духовної лірики англійською мовою, трактатів латиною і англійською. Його твори були опубліковані на початку XVI ст. англійським першодрукарем Вінкеном де Вордом, пізніше багаторазово передруковувалися і перекладались на сучасну англійську мову. Найвідомішим вважається Споглядання пристрастей Христових. 

## Основні твори
- De emendatione vitae
- De incendio amoris
- Contemplacyons of the drede and love of God
- Remedy against Temptacyons
- The Pricke of Conscience
- The Form of Perfect Living
- Meditations on the Passion